# Dipterocarpus cuspidatus
Dipterocarpus cuspidatus — вид тропических деревьев из рода Диптерокарпус семейства Диптерокарповые.

## Описание
Высокое вечнозелёное дерево. Высота ствола до 50 метров, диаметр до 1,2 метра. Кора ржаво-коричневого цвета. Плоды округлые, до 2 см в длину.

## Распространение
Dipterocarpus cuspidatus — эндемик острова Калимантан, где он зарегистрирован только на трех участках в Сараваке. Его среда обитания — смешанный диптерокарповый лес на высоте до 300 метров над уровнем моря.

## Охрана и статус
Dipterocarpus cuspidatus внесен в Красную книгу МСОП как находящийся на грани полного исчезновения (статус CR). Вид находится под угрозой из-за вырубки лесов для добычи древесины и преобразования земель под плантации для производства пальмового масла.